# قطعنامه ۹۴۴ شورای امنیت
قطعنامه  ۹۴۴ شورای امنیت سازمان ملل متحد که در تاریخ ۲۹ سپتامبر ۱۹۹۴ تصویب شد، سندی بین‌المللی دربارهٔ هائیتی است. این قطعنامه طی نشست ۳۴۳۰ام با ۱۳ رای موافق، ۰ مخالف و ۲ ممتنع تصویب شد.